# Rhynchobatus luebberti
Rhynchobatus luebberti (tên tiếng Anh: African wedgefish, guitarra, Lubbert's guitarfish, hoặc spikenose wedgefish) là một loài cá thuộc họ Rhynchobatidae. Nó được tìm thấy ở Angola, Bénin, Cameroon, Cộng hòa Congo, Cộng hòa Dân chủ Congo, Bờ Biển Ngà, Guinea Xích Đạo, Gabon, Gambia, Ghana, Guinea, Guinea-Bissau, Liberia, Mauritanie, Nigeria, Sénégal, Sierra Leone, và Togo. Các môi trường sống tự nhiên của chúng là vùng biển nông, các rạn san hô, vùng nước cửa sông, và phá nước mặn ven biển. Nó bị đe dọa do mất môi trường sống và đánh bắt trộm.